# Абдурахманов Тумсо Умалтович
Тумсо Умалтович Абдурахманов, здобув популярність під псевдонімом Абу-Саддам Шишані (чеч. Ӏабдуррохьмани Умалтан воӀ Тумсо; 19 грудня 1985, Грозненський район, ЧІАССР) — чеченський політичний і громадський діяч. Голова партії Чеченської Республіки Ічкерія «Noxçiyçönan Az» («Голос Чеченії»), блогер-політолог, дисидент. Прихильник Ічкерії та її незалежності. Політичний біженець. У 2017 році посів дев'яте місце в конкурсі YouTube-блогерів російського політика Олексія Навального. Критик політики Кадирова посаді глави Чеченської Республіки. За повідомленнями джерел наближених до Кадирова та деяких ЗМІ, був убитий в ніч на 2 грудня. Згодом стало відомо, що Абдурахманов живий і перебуває під захистом шведської поліції.

## Біографія
Тумсо Абдурахманов народився 19 грудня 1985 року у Грозному. Представник тайпу Варандой. Родом із села Великі Варанди.
Батько — Умалт Абдул-Маджидович Абдурахманов, що його за боротьбу з радянською владою було засуджено до страти, яка потім була замінена на тривалий термін ув'язнення. Відбув 18 років у колонії суворого режиму. За Дудаєва працював в уряді Ічкерії, поранений у першу російсько-чеченську війну. Помер у 2000 р. Мати — лікар, завідувала відділенням кардіореанімації у грозненській Центральній районній лікарні. Було два старші брати — найстарший сів у в'язницю у 80-ті роки за антирадянську діяльність і помер у 1996 році, другий брат у 2001 році помер у Грозному в результаті операції російських військ. Молодший брат — Мохмад Абдурахманов — політичний активіст, блогер, правозахисник та представник чеченської правозахисної Асоціації VayFond у Німеччині.
У підлітковому віці підробляв на ринку, продаючи та транспортуючи з Інгушетії касети Тимура Муцураєва.
У 2004 році, завершивши навчання у Грозненському технікумі інформатики та обчислювальної техніки, був прийнятий на роботу інженером у ДГУП «СМУ» ФГУП «Електрозв'язок» у ЧР. У 2010 році отримав диплом Грозненського державного нафтового інституту.
На всі канали Абдурахманова було підписано сотні тисяч осіб, зокрема на його YouTube-канал — 475 тис. У своїх відеозверненнях він коментував те, що відбувалося в Чеченській Республіці, і розповідав про свою політичну точку зору. Загалом знято понад 250 відео. За цей час канали та ролики Абдурахманова набрали понад 100 мільйонів переглядів.
26 лютого 2020 року на Абдурахманова було скоєно замах. Руслан Мамаєв проник у квартиру Абдурахманова і напав на нього з молотком, але блогеру вдалося знешкодити кілера і записати відео, на якому він ставить питання людині, що лежить у калюжі крові. Той відповів, що його звуть Руслан та його надіслав «Абдурахман із Грозного». Шведський Суд засудив нападника до 10 років позбавлення волі та депортації з країни після відбування зазначеного терміну у шведській в'язниці. За словами самого Абдурахманова, у замаху брала участь його колишня дружина, яку також було засуджено на 8 років.
2 листопада 2022 року у телеграм-каналі Абдурахманов опублікував допис, де оголосив про реєстрацію політичної партії ЧРІ «Noxçiyçönan Az» («Голос Чеченії»), яку він очолив.
Не виходив на зв'язок із 1 грудня 2022 року. 5 грудня соратники Тумсо сповістили про його смерть. Згодом у YouTube з'явився сам Абдурахманов який повідомив що інформація про смерть була запланованою аби ввести в оману замовників його вбивства.

## Пошук притулку
Опинившись у Польщі, Тумсо Абдурахманов перебував у таборі разом з іншими біженцями. Потім його було випущено з табору і він проживав зі своєю сім'єю. Продовжував публікувати ролики, набираючи популярності. Особливо велику кількість переглядів набрали записані розмови Абдурахманова з Магомедом Даудовим, який дзвонив йому по телефону та обговорював як «неприємності» Тумсо із законом, так і інші теми з минулого та сьогодення чеченського суспільства. Також об'єктом критики блогера ставав чеченський канал ЧДТРК, він порушував теми порушень у Чечні прав людини. Частина родичів Абдурахманова, що залишилася в Чечні, засудила його діяльність.
Тумсо Абдурахманов, оголошений у Росії федеральний розшук, намагався отримати притулок у Грузії та Польщі. За версією кадирівських силовиків, Абдурахманов був причетний до бойовиків у Сирії. Блогер стверджував, що у Сирії не був. 27 вересня Абдурахманов повідомив, що влада Польщі відмовила йому в наданні притулку, хоча погодилася дати захист його сім'ї.
Після відмови у притулку оскаржив його у суді. На початку 2019 перебував під загрозою депортації до Росії. Блогер заявив, що, якщо вона відбудеться, його планом є померти швидше. У його квартирі з братом німецькою поліцією були виявлені прапори Чеченської Республіки Ічкерія.
Пізніше емігрував до Швеції, де 6 жовтня 2021 офіційно отримав політичний притулок.

## Реакція
Правозахисники виступали проти депортації Тумсо Абдурахманова до Росії, де, на їхню думку, йому загрожують тортури та розправа. Вони проводили мітинги та пікети біля посольств. Amnesty International закликала Польщу не депортувати блогера.